# Салтычки
 Салтычки́ — село в Добринском районе Липецкой области России. Входит в Хворостянский сельсовет.

## География
Расположено на левом берегу притока реки Матрёнки (в селе через него переброшен мост).
Салтычки соединены автодорогой с центром поселения поселком Хворостянка и селом Нижняя Матрёнка. Дорога делит село на две равные части. Жилье представлено кварталами усадебной одноэтажной застройки. Озеленение представлено зелеными насаждениями вдоль основных улиц.
В северо-восточном направлении от с. Салтычки расположен пруд.
Название по фамилии первых  владельцев села.

## История
Основано  как сельцо Николаем Ивановичем Салтыковым, межевание земель проведено  4 августа 1791 года. Имело и другое название  —  Дмитриевка (Дмитриевское).  Название получило в честь сына Н.И. Салтыкова —  Дмитрия Николаевича (1767—1826).
Следующим владельцем был  Александр Николаевич Салтыков, передавший сельцо  в  качестве приданого своей дочери  Елене Александровне  (1802 — 1826) , вышедшей замуж за князя Николая Борисовича Голицына.
После смерти Е.А. Голицыной   владельцем стал малолетний князь Юрий Голицын.
Затем владельцами села стали  Григорий Борисович Бланк и Наталья Васильевна Бланк.
До 1928 г. входило в состав Падворской волости Усманского уезда.
1928 — 1954 — центр сельского совета Хворостянского района ЦЧО, Воронежской области.
С ликвидации Хворостянского района  в 1960 году — в составе Добринского района.
В 1911 году в селе насчитывалось 117 дворов с 735 жителями.
В сельце была земская школа.
1930 году создана сельскохозяйственная артель «12 октябрь», позднее — колхоз «12 октябрь».

## Население
| 2010 |
| ---- |
| 237  |

## Объект культурного наследия
Курганная группа (3 насыпи). 